# 오메역
오메역(일본어: 青梅駅, おうめえき)은 일본 도쿄도 오메시에 있는 철도역이다.

## 개요
주오 쾌속선에 직결 운행하는 열차나 다치카와역에서 출발하는 열차, 또는 오쿠타마역에서 출발하는 열차는 대부분 이 역까지만 운행한다.
출퇴근 시간에 도쿄에서 오쿠타마까지 직결하는 열차가 있으며, 다치카와에서 오쿠타마까지 직결 운행하는 열차도 일부 있긴 하지만, 이 경우에는 이 역에서 분리 및 결합 과정을 거친다. 오메 - 오쿠타마 구간 타는 곳이 대부분 4량에 맞추어져 있기 때문이다.

## 타는 곳
| 1·2 | ■ 오메 선 | 미타케·오쿠타마 방면 하이지마·다치카와·신주쿠·도쿄 방면 |

## 역세권 정보
- 구 오메 가도
- 다마강
- 아키가와 가도
- 오메 가도
- 오메 철도 공원
- 오소기 가도
- 요시노 가도

## 역사
- 1894년 11월 19일: 영업 개시.
- 1962년 5월 16일: 화물 취급 폐지.
- 1982년 11월 15일: 10 량 편성에 대응하기 위해 홈을 연장.
- 1987년 4월 1일: 국철 분할 민영화 더 동일본 여객 철도 역 택일.
- 2001년 11월 18일: IC 카드 Suica 공용 개시.

## 사진

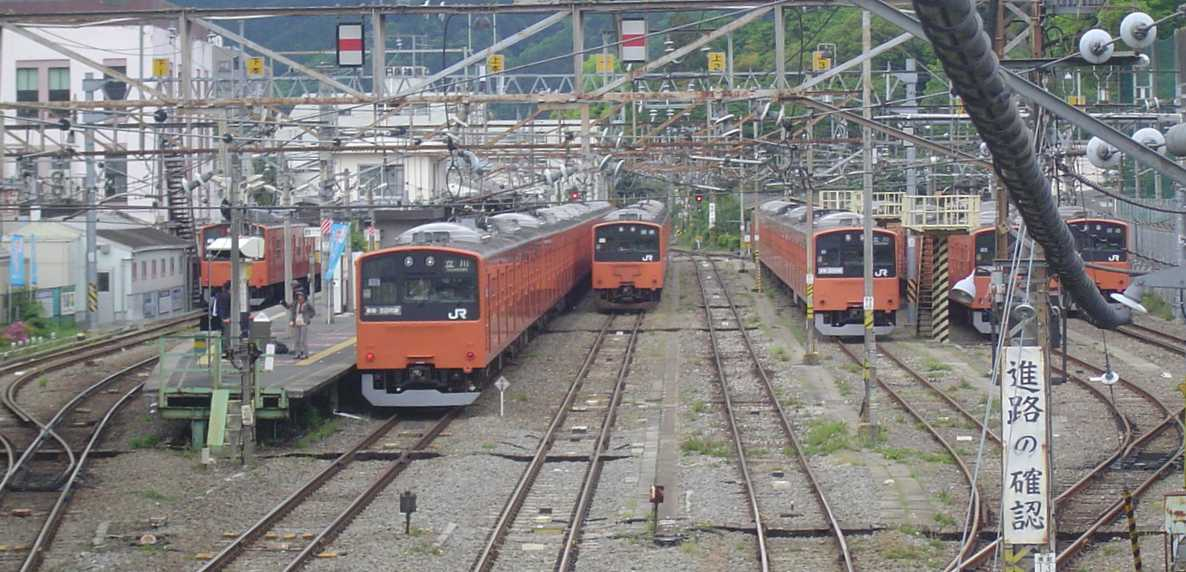
오메 역 승강장 구내를 바라본 모습(2006년 5월 14일)
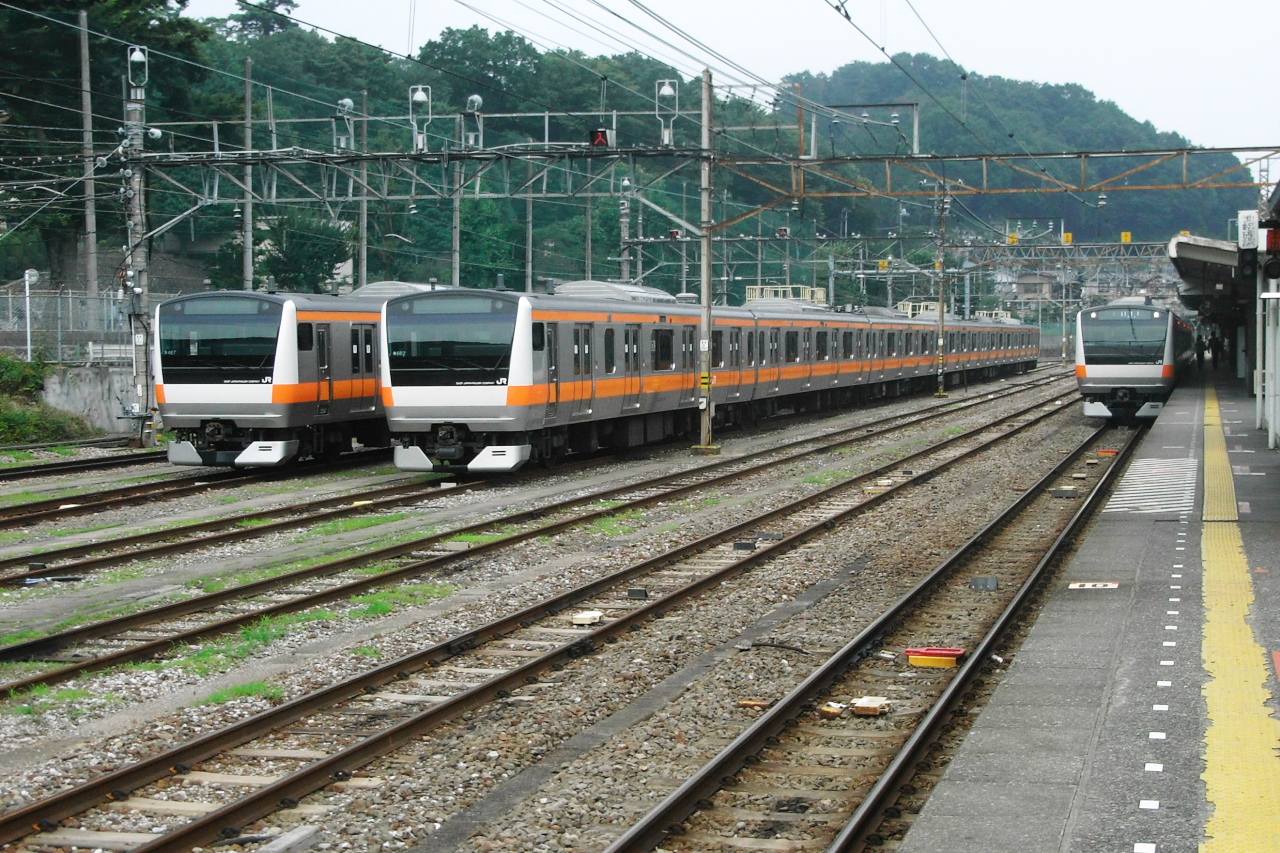
승강장 북쪽에 위치한 인상선에 있는 E233계 전동차들(2008년 7월 6일)

## 인접역
| 동일본 여객철도 ■ 오메 선 | 동일본 여객철도 ■ 오메 선 | 동일본 여객철도 ■ 오메 선 |
| ------------------------- | ------------------------- | ------------------------- |
| 가베 도쿄 방면            | 오메 라이너               | 시·종착역                 |
| 히가시오메 다치카와 방면  | 오메 선                   | 시·종착역                 |